# Madonna mit Kind (Lados)

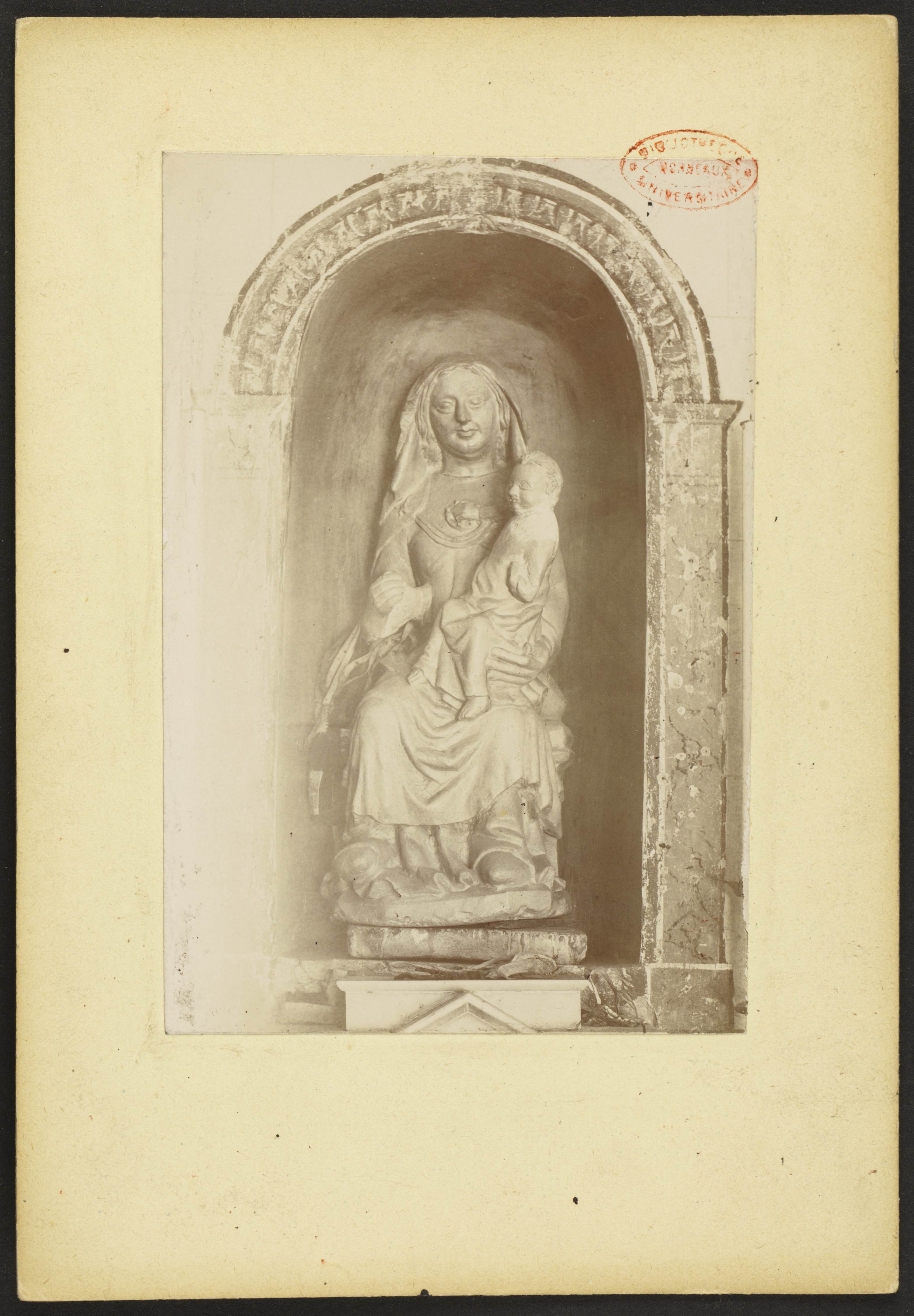
Madonna mit Kind in Lados (Foto von Jean-Auguste Brutails, um 1900)

Die Skulptur Madonna mit Kind in der Kirche St-Martin in Lados, einer französischen Gemeinde im Département Gironde der Region Nouvelle-Aquitaine, wurde Ende des 15. Jahrhunderts geschaffen. Im Jahr 1981 wurde die gotische Skulptur als Monument historique in die Liste der denkmalgeschützten Objekte (Base Palissy) in Frankreich aufgenommen.
Die Skulptur aus Kalkstein, die aus der zerstörten Kapelle von Mazères stammt, ist 70 cm hoch. Das Jesuskind sitzt auf dem linken Arm von Maria, die eine Krone auf dem Kopf hat (auf dem Foto fehlend), und wendet sein zufrieden aussehendes Gesicht in Richtung seiner Mutter.